# Ploidía
Ploidía es el número de juegos completos de cromosomas en una célula. En el ser humano, las células somáticas que componen el cuerpo son diploides (con dos juegos completos de cromosomas, una serie derivada de cada uno de los padres), pero las células sexuales (óvulo y espermatozoides) son haploides. En cambio, tetraploidía (cuatro juegos de cromosomas) es un tipo de poliploidía y es común en las plantas, y no es infrecuente en los anfibios, reptiles y diversas especies de insectos. 
El número de cromosomas en una sola serie homóloga se llama número monoploide (x). El número haploide (n) es el número de cromosomas presente en un gameto de un individuo. Ambos números se aplican a cada una de las células de un determinado organismo. 
Para los humanos, x = n = 23; una célula diploide humana contiene 46 cromosomas: 2 juegos completos haploides, o sea 23 pares de cromosomas homólogos.
En algunas especies (especialmente plantas), x y n son diferentes, por ejemplo, en el trigo durum que es allo-poliploide con seis juegos de cromosomas, dos procedentes de cada una de las tres diferentes especies ancestrales, con seis juegos de cromosomas en la mayoría de las células y tres juegos de cromosomas en los gametos. Los gametos de trigo durum se consideran haploides ya que contienen la mitad de la información genética de las células somáticas, pero no son monoploides ya que todavía contienen tres juegos completos de cromosomas (n = 3x).
La hormiga bulldog de Australia, Myrmecia pilosula, una especie haplo-diploide los individuos haploides de esta especie tienen n = 1, el n más bajo conocido (y el más bajo posible en teoría).
En la Entamoeba el nivel de ploidía varía entre n=4 a n=40 en una población.

## Euploidía
Euploidía es el estado de una célula o un organismo con número completo de cromosomas, con exclusión de los cromosomas que determinan el sexo. 
Por ejemplo, una célula humana tiene 46 cromosomas, que es un múltiplo entero del número monoploide de 23. Un ser humano con múltiplos de esta serie completa (69 cromosomas, por ejemplo) también debe considerarse como euploide.

## Aneuploidia
Aneuploidia es el estado en el cual el número de cromosomas en el núcleo no es un múltiplo exacto de número monoploide(x) por tanto no existe euploidía. En los seres humanos, los ejemplos incluyen tener un único cromosoma extra trisomía (como el síndrome de Down), o falta un cromosoma monosomía (como el síndrome de Turner).

## Haploidía
Como se ha señalado anteriormente, el número haploide (n) es el número de cromosomas en un gameto de un individuo, Esto es distinto del número monoploide (x), que es el número de cromosomas en un único juego completo. 
Los gametos (células sexuales, espermatozoides y óvulos) son células haploides (1/2 de n). Los gametos haploides producidos por (la mayoría) de los organismos son monoploides x.
Estos gametos monoploides se pueden combinar para formar un cigoto diploide, por ejemplo, la mayoría de los animales son diploides y sus gametos son monoploides.
Durante la meiosis, los precursores de las células germinales tienen su número de cromosomas reducido a la mitad por el azar, al "elegir" uno de los homólogos, lo que resulta en gametos haploides. Ya que los cromosomas homólogos, difieren genéticamente entre sí, los gametos resultantes generalmente difieren genéticamente unos de otros. 
Todas las plantas y muchos hongos y algas cambian entre estados haploides y diploides (que pueden ser poliploides), con una de las etapas más prominente que la otra. A esto se le llama alternancia de generaciones. La mayoría de las algas y hongos son haploides durante las principales etapas de su ciclo de vida. 
En los seres humanos, el número monoploide (x) es igual al número haploide (n), x = n = 23, pero en algunas especies (especialmente plantas), estas cifras difieren.
Los gametos de trigo blando se consideran haploides ya que contienen la mitad de la información genética de sus células somáticas, pero no son monoploides ya que todavía contienen tres juegos completos de cromosomas (n = 3x).
| Ploidía     | Número de cromosomas | Especies             |
| ----------- | -------------------- | -------------------- |
| Diploide    | 2n = 2x = 22         | Eucalyptus           |
| Triploide   | 2n = 3x = 33         | Banana               |
| Tetraploide | 2n = 4x = 44         | Coffea arabica       |
| Hexaploide  | 2n = 6x = 66         | Sequoia sempervirens |
| Octoploide  | 2n = 8x = 88         | Opuntia ficus-indica |